# Shout (Tears-for-Fears-Lied)
Shout ist der Titel eines New-Wave-Songs der britischen Band Tears for Fears aus dem Jahr 1984, den Roland Orzabal und Ian Stanley, der damalige Keyboarder der Band, schrieben. Gesungen wurde er von Roland Orzabal, beim Refrain zusammen mit dem Bassisten Curt Smith. Der Song wurde ein Welthit und markierte den Durchbruch von Tears for Fears in den USA.

## Entstehung
Zur Entstehung sagten Roland Orzabal und Produzent Chris Hughes:

„Wir waren in Mitte der Aufnahme von Mothers Talk, als Roland uns eine grobe Version des Liedes vorspielte. Es war sehr langsam und sehr einfach. Ich erinnere mich, dass ich mal sagte: ‚Das ist so einfach, das haben wir in fünf Minuten aufgenommen.‘“

## Bedeutungen des Liedes
Zur Bedeutung äußerten sich Orzabal sowie Smith folgendermaßen:

„Eine Menge Leute denken, dass Shout vom Urschrei handelt, als Fortsetzung der Themen unseres ersten Albums. Es hängt eher mit politischem Protest zusammen. Das Lied erschien zu einer Zeit, als viele Leute aufgrund des Kalten Krieges besorgt waren, und es diente zur Ermutigung zum Protestieren.“

„Es geht insofern um Protest, da es Leute ermutigt, keine Dinge zu tun ohne sie zu hinterfragen. Menschen agieren gedankenlos, weil das die Art und Weise der Gesellschaft ist. Man könnte also sagen, dass es ein allgemeines Lied ist, darüber, wie die Öffentlichkeit jedes alte Leid akzeptiert, welchem sie ausgesetzt wird.“

## Singleversion
Die Veröffentlichung fand am 19. November 1984 statt. Shout ist von allen Songs von Tears for Fears der mit den meisten Remixen. Mindestens fünfzehn verschiedene Versionen wurden unter dem Bandnamen veröffentlicht.
Wie in den 1980er-Jahren üblich wurden die Remixe auf Schallplatte aufgenommen. Drei davon wurden von Steve Thompson und Michael Barbiero zu A-cappella-Versionen überarbeitet. In jüngerer Zeit erschienen auch Remixe des Liedes von Künstlern wie Jakatta, Fergie, Skylark und Beatchuggers.

### Neuveröffentlichung
Zusätzlich zu den Schallplatten und CDs wurde Shout in Form von Sammelprodukten veröffentlicht: Eine 10"-Single und 7"-Box mit einem Tears-for-Fears-Kalender aus dem Jahr 1985. Eine ähnliche Box erschien auch mit einer zwölfseitigen Broschüre mit Fotos der Band.

### Die B-Seite der Single
Die B-Seite der Single ist das Instrumentalstück The Big Chair. In diesem Stück werden Dialog-Samples aus dem Film Sybil aus dem Jahr 1976 verwendet, von dem sich – wie auch bei den anderen Stücken des Albums Songs from the Big Chair – seinen Namen ableitet.
Dies ist einer der wenigen Songs von Tears for Fears, bei denen Curt Smith als Autor mitgewirkt hat.

„Dieser Track war sehr inspiriert durch den Film Sybil über eine Frau mit großem Leidensdruck in einer Psychiatrie. Das Therapeutenbüro, in dem die Vorsitzende sitzt, war für die Hauptcharaktere des Filmes der sicherste Ort, um von den schrecklichen Erlebnissen zu erzählen.“

## Musikvideo
Das Musikvideo zu Shout wurde im Spätsommer 1984 am malerischen Strand bei Durdle Door an der Südküste von England gedreht und erneut von Nigel Dick produziert.  Ebenso wie Everybody Wants to Rule the World hatte Shout auch aufgrund der Beliebtheit des Clips bei MTV großen Erfolg in den Vereinigten Staaten.

## Kommerzieller Erfolg

### Chartplatzierungen
| ChartsChartplatzierungen       | Höchstplatzierung | Wochen/ Monate |
| ------------------------------ | ----------------- | -------------- |
| Deutschland (GfK)              | 1 (20 Wo.)        | 20 Wo.         |
| Österreich (Ö3)                | 6 (2,5 Mt.)       | 2,5 Mt.        |
| Schweiz (IFPI)                 | 1 (15 Wo.)        | 15 Wo.         |
| Vereinigte Staaten (Billboard) | 1 (19 Wo.)        | 19 Wo.         |
| Vereinigtes Königreich (OCC)   | 4 (20 Wo.)        | 20 Wo.         |

| ChartsJahrescharts (1985)      | Platzierung |
| ------------------------------ | ----------- |
| Deutschland (GfK)              | 8           |
| Schweiz (IFPI)                 | 13          |
| Vereinigte Staaten (Billboard) | 21          |

### Auszeichnungen für Musikverkäufe
| Land/Region                  | Auszeichnungen für Musikverkäufe (Land/Region, Auszeichnung, Verkäufe) | Verkäufe  |
| ---------------------------- | ---------------------------------------------------------------------- | --------- |
| Brasilien (PMB)              | Gold                                                                   | 30.000    |
| Italien (FIMI)               | Gold                                                                   | 50.000    |
| Kanada (MC)                  | Platin                                                                 | 100.000   |
| Neuseeland (RMNZ)            | Gold                                                                   | 10.000    |
| Spanien (Promusicae)         | Gold                                                                   | 30.000    |
| Vereinigte Staaten (RIAA)    | Gold (Physisch) · + Gold (Digital)                                     | 1.000.000 |
| Vereinigtes Königreich (BPI) | Gold                                                                   | 400.000   |
| Insgesamt                    | 7× Gold · 1× Platin ·                                                  | 1.620.000 |

## Coverversionen
Der Titel wurde einige Male gecovert, darunter von:
- 1986: Weird Al Yankovic Polka Party
- 1986: Joan Baez feat. Neville Brothers
- 1989: Pop Will Eat Itself Radio P.W.E.I. (enthält ein Sample von "Shout")
- 1994: Concrete Blonde Mexican Moon
- 1994: Fugees Giggles
- 1997: Atrocity
- 1998: Sweetbox
- 1999: At Vance
- 2000: Disturbed Shout 2000
- 2005: Kirk Franklin Let It Go
- 2006: Mark ’Oh Let It Out (Shout, Shout, Shout)
- 2006: Faithless feat. LSK The Man in You
- 2008: Eric Prydz Pjanoo
- 2010: OneRepublic
- 2011: Bernhoft
- 2012: Busta Rhymes I'm Talking to You
- 2016: Scandroid
- 2018: Arch Enemy
- 2022: Placebo